# Psammogobius biocellatus
Psammogobius biocellatus és una espècie de peix de la família dels gòbids i de l'ordre dels perciformes.

## Morfologia
- Els mascles poden assolir 12 cm de longitud total.[5]

## Hàbitat
És un peix de clima tropical (22 °C-28 °C) i bentopelàgic.

## Distribució geogràfica
Es troba a Austràlia, la Xina (incloent-hi Hong Kong), Guam, l'Índia, Indonèsia, el Japó (incloent-hi les Illes Ryukyu), Madagascar, Malàisia, Nova Caledònia, Papua Nova Guinea, les Filipines, Samoa, les Seychelles, Sud-àfrica, Sri Lanka, Taiwan, Tanzània, Tailàndia i el Vietnam.

## Observacions
És inofensiu per als humans.